# Liste von Amateurfunkantennen
Die Liste von Amateurfunkantennen führt Antennen auf, die unter anderem, aber nicht unbedingt ausschließlich im Amateurfunkdienst im HF- als auch im VHF- und UHF-Bereich eingesetzt werden. Die Liste hat keinen Anspruch auf Vollständigkeit.

## HF-Antennen

### W3DZZ-Antenne

Die W3DZZ ist eine von Chester L. Buchanan entwickelte, horizontale Kurzwellenantenne für das 20-m-, 40-m- und 80-m-Band der Funkamateure.

### HB9XBG-Antenne

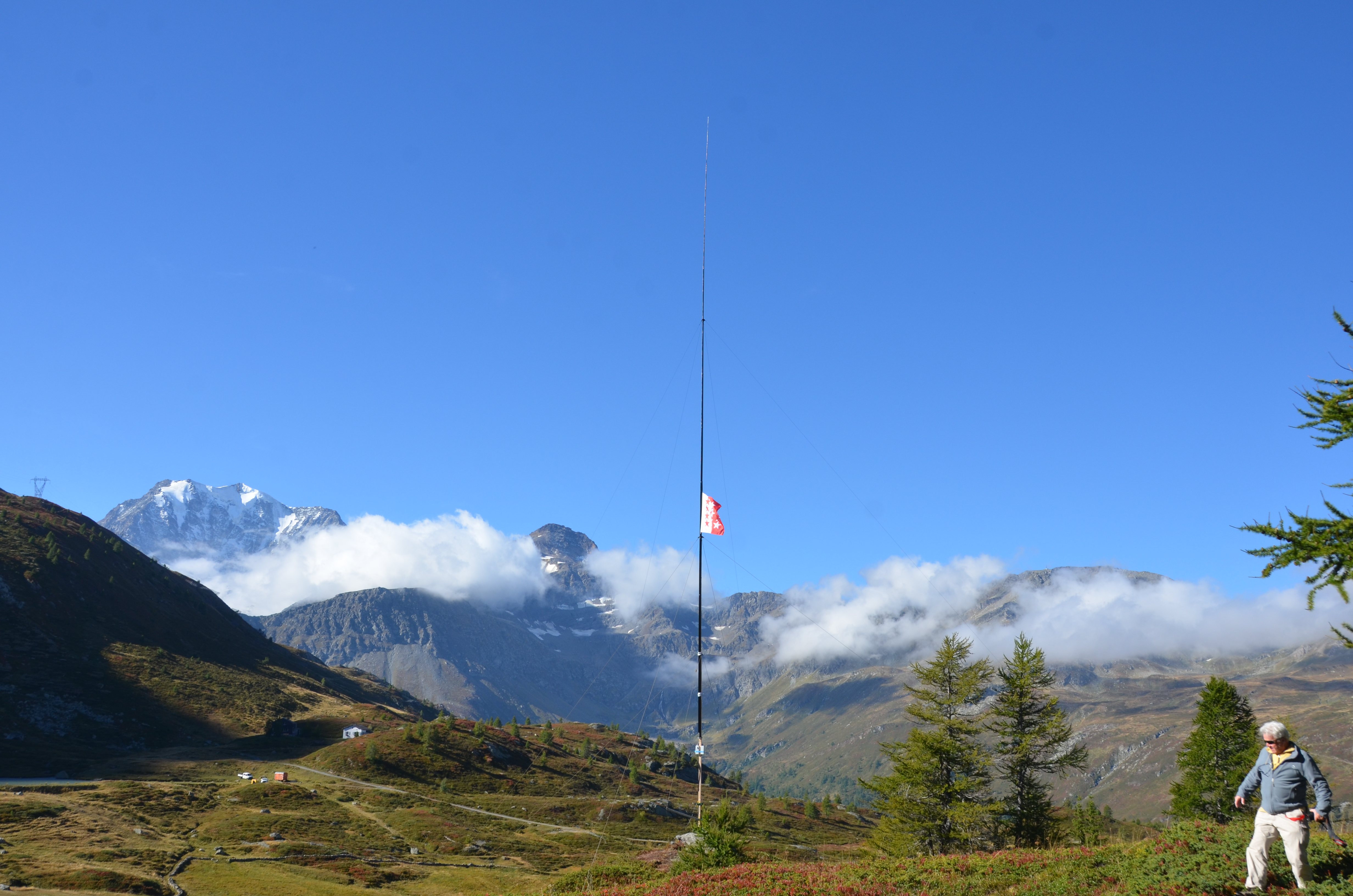
XBG-Antenne für das 40-m-Band

Die HB9XBG-Antenne ist eine vom Schweizer Funkamateur Walter Kägi entwickelte vertikale, Zentrum gespiesene Halbwellen-Dipolantenne. XBG-Antennen sind Monobandantennen.

### Yagi-Antenne

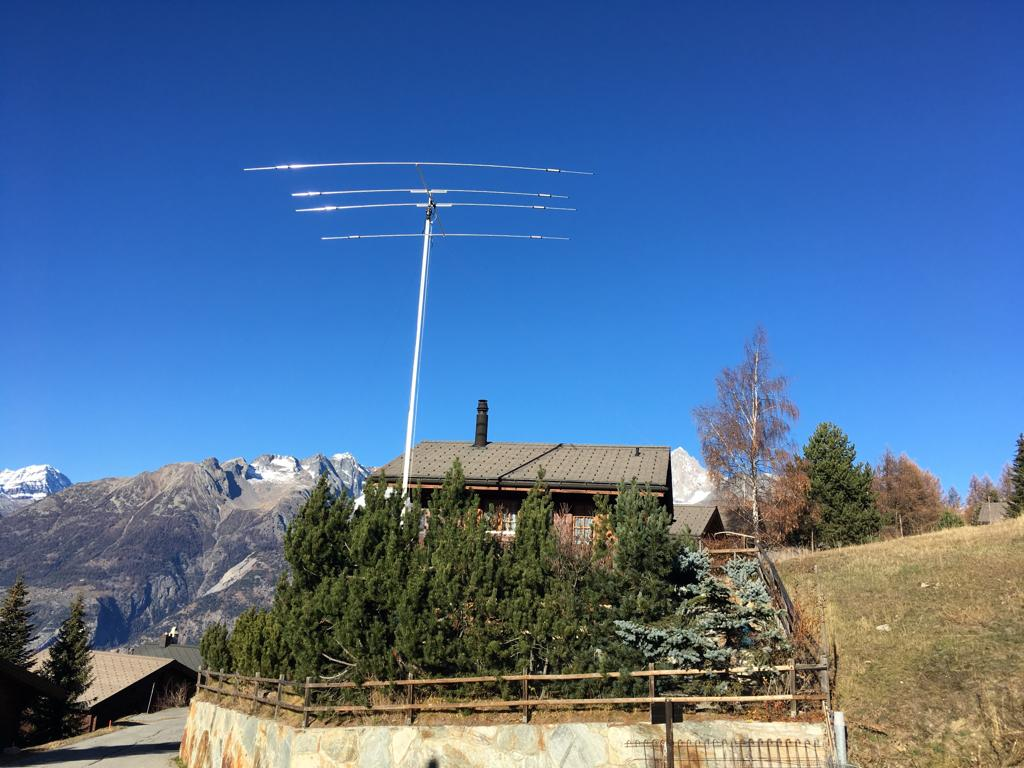
4-Element-Yagi-Antenne HB9XBG

Die Yagi-Uda-Antenne, die häufige Bezeichnung ist Yagi-Antenne, ist eine Richtantenne, die für Frequenzen im Bereich von etwa 10 MHz bis rund 2500 MHz gebaut werden kann.

### Cubical Quad

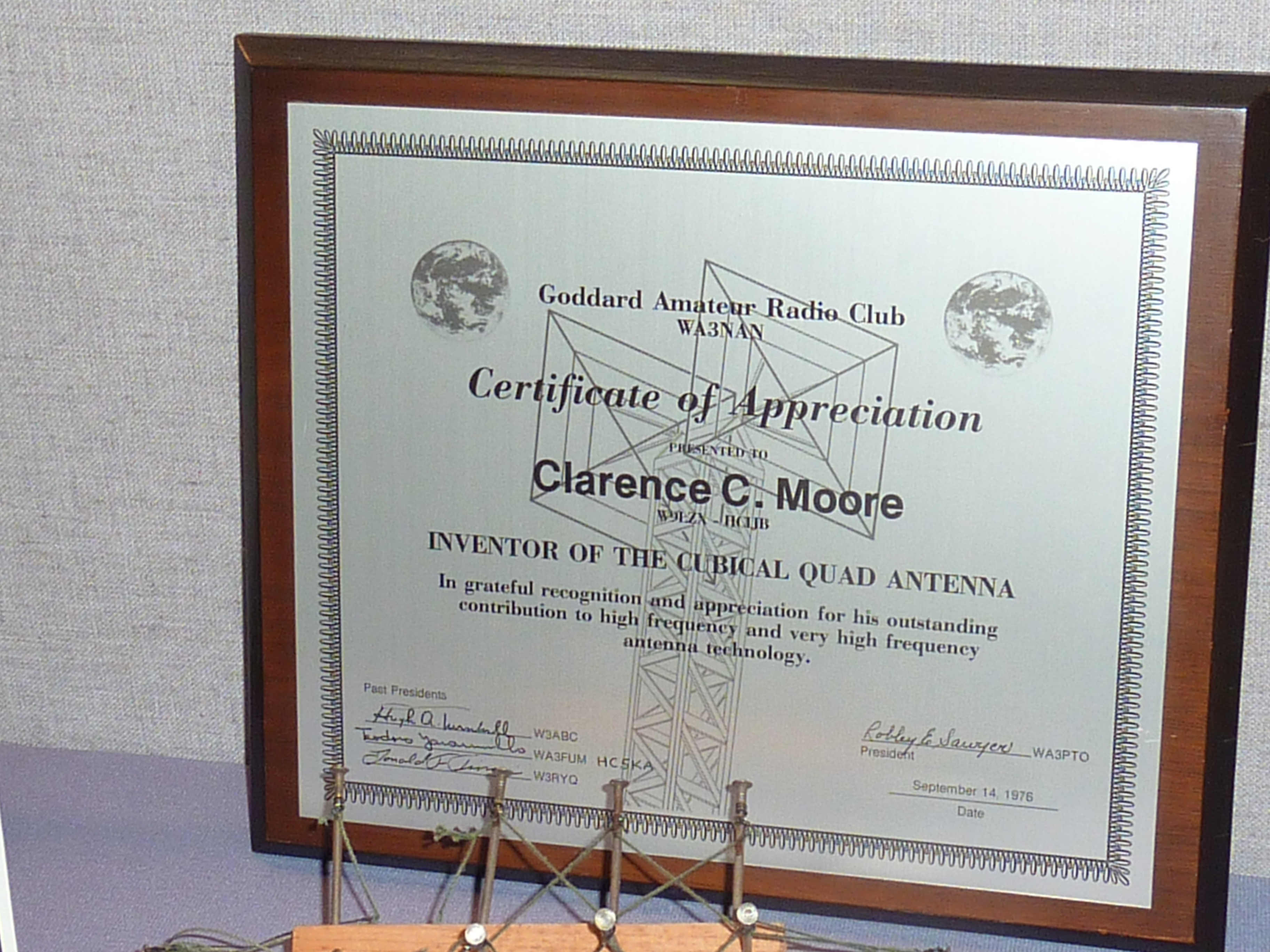
Urkunde für Clarence Cecil Moore, Erfinder der Cubical Quad

Die Cubical Quad besteht aus Ganzwellenschleifen (Drahtlänge = Wellenlänge) in vorzugsweise quadratischer Form. Um den Antennengewinn zu steigern, können dem aktiven Element parasitäre Schlaufen als Direktoren oder Reflektoren hinzugefügt werden. Ein Vorteil der Cubical Quad ist der flache Abstrahlwinkel. Die Cubical Quad wurde von Clarence Cecil Moore erfunden.

### Groundplane-Antenne
Eine Groundplane-Antenne (GP) ist eine vertikale Monopolantenne, die auch Viertelwellenstrahler, Stabantenne oder, nach ihrem Erfinder Guglielmo Marconi, Marconi-Antenne genannt wird.

### G5RV-Antenne

System der G5RV-Antenne

Die G5RV-Antenne ist eine nichtresonante Multibandantenne für den Kurzwellenbereich (KW). Die Antennenbauform wurde 1946 von Reginald Louis Varney (G5RV) entwickelt und von ihm 1958 veröffentlicht.

### HB9KL-Antenne

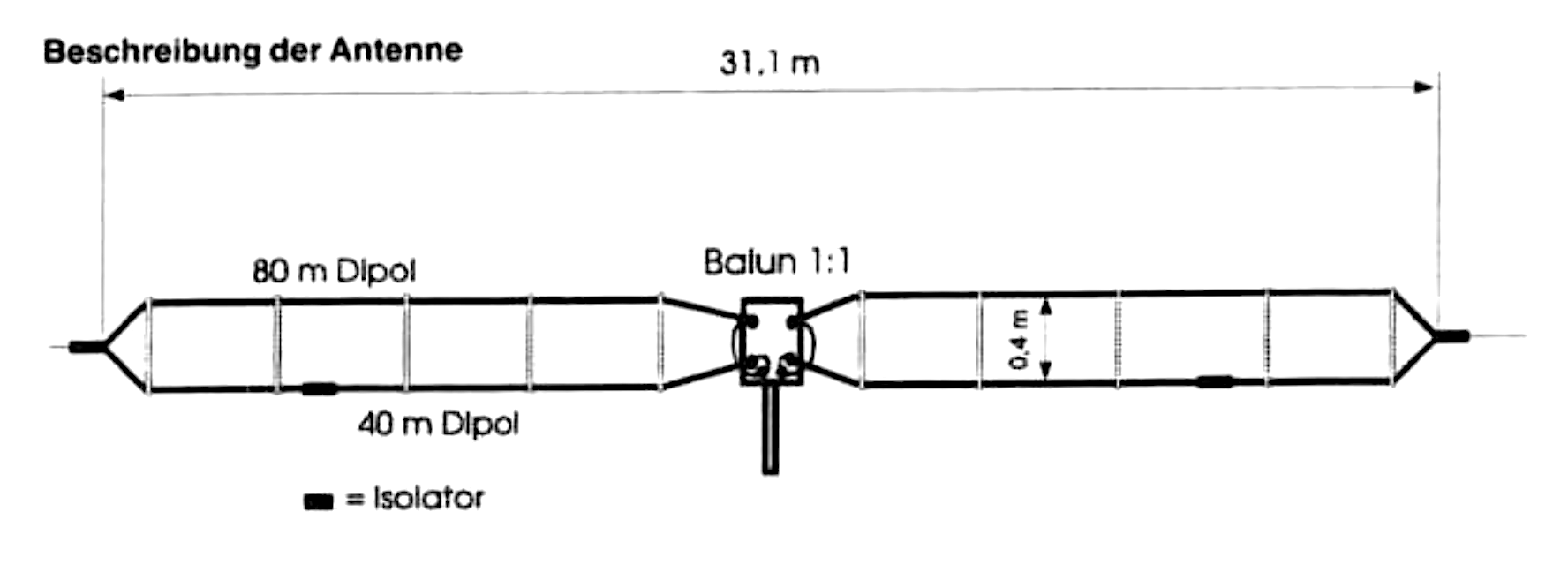
HB9KL-Doppeldipol

Die HB9KL-Antenne ist eine Entwicklung des Schweizer Funkamateurs Robert Kägi. Der Doppeldipol für das 80-m-, 40-m- und 15-m–Band ist nur 31 m lang. Er hat eine große Bandbreite und er weist keine Verluste durch Traps oder Strahlerverkürzung auf.

## VHF-Antennen

### HB9CV-Antenne

Aufbau einer HB9CV-Antenne

Die HB9CV-Antenne ist eine Antenne mit zwei Elementen in Form von zwei ungleich langen Dipolen. Sie wurde vom Funkamateur Rudolf Baumgartner (HB9CV) in den 1950er-Jahren entwickelt. Durch die ungleichen Längen der beiden Dipole erzielt man eine ausgeprägte Richtwirkung.